# Ibráhím Šáh
Zillulláh Hast Sultán bar Salatin-e Džahán Šáh-e Šáhhán Ibráhím Šáh, původně Muhammad Alí Beg, později Ibráhím Chán (asi 1724 – květen 1749), byl perský šáh z dynastie Afšárovců panující v letech 1748–1749. Byl druhým synem Muhammada Ibráhíma Chána, bratra Nádira Šáha, a v letech 1747–1748 zastával funkci guvernéra Isfahánu.
Ibráhím Chán se zmocnil trůnu zosnováním státního převratu, v jehož průběhu byl oslepen dosavadní šáh Ádil, nejstarší syn Muhammada Ibráhíma Chána. Vláda nového panovníka nepřinesla říši zmírnění přetrvávající vnitropolitické krize a již za krátkou dobu proti šáhovi rebelovalo vojsko, jež přeneslo moc na jediného žijícího vnuka Nádira Šáha, prince Šáhrucha Mírzu. Ibráhím se sice pokusil bránit své pozice, byl však poražen, oslepen a nakonec zavražděn.